# Jeffrey Ullman
Jeffrey David Ullman (22 novembre 1942) è un informatico e docente statunitense.
È professore emerito di ingegneria presso l'Università di Stanford. Autore di testi sui compilatori (varie edizioni sono comunemente conosciute come il libro del drago), la teoria della calcolabilità, le strutture dati e le basi di dati, ha scritto alcuni libri insieme a John Hopcroft ed Alfred Aho. 
Insieme al suo collaboratore di lunga data, Alfred Aho, è stato insignito del Premio Turing nel 2020, generalmente riconosciuto come la massima onorificenza nel campo dell'informatica.